# علامة فوكس
علامة فوكس (بالإنجليزية: Fox's sign)‏ هي علامة طبية يظهر فيها رضة على رباط أصل الفخذ. تحدث في المرضى الذين لديهم نزيف في  التجويف داخل الصفاق، وعادةً بسبب التهاب البنكرياس الحاد.
سميت نسبةً إلى جورج هنري فوكس.